# Тахо (озеро)
Та́хо (англ. Lake Tahoe) — пресное озеро в районе горного хребта Сьерра-Невада, расположено на границе штатов Калифорния и Невада, США.
Объём воды — 151 км³. Высота над уровнем моря — 1899 м.
Приблизительно две трети береговой линии озера относятся к Калифорнии. В районе озера находится ряд высокогорных лыжных курортов и зон отдыха. Озеро является вторым по глубине озером в США, одиннадцатым по глубине в мире и четвёртым по средней глубине, а также вторым по площади в Калифорнии. Единственный остров озера — Фаннетт.

## География
Максимальная глубина озера составляет 501 м, это второй по глубине показатель среди озёр США после озера Крейтер в штате Орегон. Длина озера составляет 35 км, ширина 19 км; протяжённость береговой линии 116 км. Площадь озера — 495 км². По всему периметру озера проходят автодороги. Значительная часть береговой линии со стороны Калифорнии находится в пределах парков штата Калифорния и охраняется Службой охраны лесов США.
Озеро сформировалось в промежутке от 2 до 3 млн лет назад в результате образовавшейся межгорной впадины на месте геологического разлома, сброса (сброс в частности характеризуется тем, что один участок земной коры поднимается относительно другого). Поднявшиеся участки земной поверхности образовали горы Карсон на востоке и Сьерра-Невада на западе, а впадина между ними — будущее озеро Тахо. В результате этого разлома в районе впадины также были образованы пик Фрил (Freel Peak, 3320 м), пик Монумент (Monument Peak, 3068 м), пик Пирамид (Pyramid Peak, 3043 м) и гора Таллас (Mount Tallac, 2967 м).
В результате таяния снега и осадков наиболее низкая южная часть впадины была заполнена водой, образовав озеро Тахо. Современные очертания озера появились во времена ледникового периода (большой ледниковый период начался более миллиона лет назад). В озеро впадает множество речек, но вытекает только одна — река Траки, которая течёт на северо-восток через город Рино в Неваде и впадает в озеро Пирамид (Невада).
Количество выпадающих осадков в районе озера варьируется от 1440 мм/год на западном склоне впадины до 660 мм/год на восточном. Большинство осадков выпадает в виде снега в период с ноября по апрель, хотя случаются и ливни, которые в сочетании с быстрым таянием снега вызывают сильные наводнения. В некоторые годы, муссонные шторма со стороны Большого Бассейна приносят интенсивные дожди, особенно на больших высотах восточного склона впадины. Так как климат в районе озера постепенно теплеет, гидрологи прогнозируют в дальнейшем увеличение доли дождей по сравнению со снегом.
Среди растительности в районе озера доминируют смешанные хвойные леса, состоящие из сосны Жеффрея (Pinus jeffreyi), сосны скрученной широкохвойной (Pinus contorta), пихты одноцветной (Abies concolor) и пихты великолепной (Abies magnifica). Также большие пространства занимают влажные и суходольные луга; прибрежные зоны; территории, поросшие кустарником (Толокнянка (Arctostaphylos) и Цеанотус (Ceanothus) и скалистые участки, особенно на возвышениях. Цеанотус и Ольха тонколистная (Alnus tenuifolia), растущая по берегам речек и ручьёв, хорошо связывают азот и дают весомый вклад в концентрации нитратов в маленьких водных потоках. Почвы впадины получены в основном из вулканической породы андезита и гранодиорита, с небольшими участками метаморфических горных пород. Некоторые территории на дне долины покрыты ледниковыми моренами либо водно-ледниковыми отложениями. В целом горные породы составляют более 70 % всей поверхности впадины. Почва на 65-85 % состоит из песка.
На побережье озера находятся города Саут-Лейк-Тахо (ок. 22 000 чел.), Тахо-Сити (ок. 2000 чел.), Стейтлайн (ок. 1200 чел.)

## История
Территория вокруг озера первоначально была населена индейским племенем вашо (англ. Washoe tribe). Озеро Тахо являлось центральным местом территории обитания этих индейцев, которые проживали также в верхних долинах рек Уолкер, Карсон и Траки. Они называли этот район «да хоу а га» (англ. Da ow a ga), что буквально означает «край озера». Когда пришли первые белые путешественники, они стали произносить это слово «да хоу», что в конечном счёте трансформировалось в современное название озера. По словам Марка Твена, Тахо на индейских языках означает «Суп из кузнечиков». Лейтенант Джон Фримонт и Кит Карсон стали первыми белыми людьми, ступившими на эту землю.
14 февраля 1844 года Фримонт впервые увидел озеро с высоты вершины Рэд-Лейк (Red Lake Peak), когда искал реку Бонавентура. Придя в форт, он назвал это озеро Бонплан в честь французского исследователя и ботаника Эме Жака Александра Бонплана. Джон Калхун Джонсон (англ. John Calhoun Johnson), исследователь хребта Сьерра-Невада, был первым белым человеком, увидевшим залив Микс (Meeks Bay) с высоты горы над озером и назвал его Лейк-Биглер в честь губернатора Калифорнии Джона Биглера. В 1862 году Министерство внутренних дел США впервые ввело название Тахо, но ещё десятилетие длились споры о правильном наименовании и в ходу были оба имени. Наконец, официально имя Тахо было присвоено только в 1945 году. Когда образовался штат Калифорния, две трети береговой линии озера отошли к нему, а одна треть к штату Невада.
На берегу озера проходили съёмки ряда сцен фильма «Крёстный отец 2» (1974).
В честь озера получил своё название рамный полноразмерный внедорожник компании GMC Chevrolet Tahoe, признанный в декабре 1995 года внедорожником года авторитетным американским автомобильным журналом Motor Trend. Также в честь озера названа операционная система для MacOS корпорации Apple, которая была представлена в июне 2025 года.